# Ukrzyżowani kochankowie
Ukrzyżowani kochankowie (jap. 近松物語 Chikamatsu Monogatari) – japoński dramat filmowy z 1954 roku w reżyserii Kenjiego Mizoguchiego, będący adaptacją XVII-wiecznej sztuki Daikyoji sekireki autorstwa Monzaemona Chikamatsu. Film brał udział w konkursie głównym o nagrodę Złotej Palmy na 8. MFF w Cannes.

## Obsada
- Kazuo Hasegawa – Mohei
- Kyōko Kagawa – Osan
- Eitarō Shindō – Ishun
- Eitarô Ozawa – Sukeemon (jako Saka Ozawa)
- Yōko Minamida – Otama
- Haruo Tanaka – Gifuya Dōki
- Chieko Naniwa – Okō
- Ichirō Sugai – Gembei
- Tatsuya Ishiguro – Isan
- Hiroshi Mizuno – Kuroki
- Hisao Toake – Morinokoji
- Ikkei Tamaki – Jushiro Umegaki
- Kimiko Tachebana – Umetatsu Akamatsu
- Keiko Koyanagi – Okaya
- Sayako Nakagami – Osono
- Kanae Kobayashi – Otatsu
- Shirō Miura – robotnik
- Nobuko Tanei – młoda dziewczyna
- Soji Shibata – robotnik
- Satoshi Mikami – robotnik
- Satoshi Shinohara – robotnik
- Tadashi Iwata – Chushichi
- Ichirō Amano – ślepy muzyk
- Kaoichi Katsuragi – ksiądz